# Sénat de l'Utah
Capitole de l'État de l'Utah, Salt Lake City
Le Sénat de l'Utah (en anglais : Utah State Senate) est la chambre haute de la législature de l'État de l'Utah aux États-Unis.

## Histoire
Lorsque le Territoire de l'Utah devient un État américain, en 1896, il a déjà, depuis 1870, accordé le droit de vote et d'éligibilité aux femmes. Lors de la seconde législature en Utah, le 3 novembre 1896, Martha Hughes Cannon est élue. Elle devient ainsi la première femme aux États-Unis à accéder à un tel mandat. Lors de cette seconde législature, le sénat n'est alors composé que de 18 membres, 17 démocrates et 1 populiste.

## Membres
Il est composé de 29 sièges pourvus pour quatre ans mais renouvelé par moitié tous les deux ans au scrutin uninominal majoritaire à un tour dans autant de circonscriptions que de sièges à pourvoir, sans limite de mandats.

## Siège
Le Sénat de l'Utah siège au Capitole de l'État de l'Utah, situé à Salt Lake City.

## Composition
| Affiliation             | Parti       | Parti     | Total |        |
| ----------------------- | ----------- | --------- | ----- | ------ |
| Affiliation             |             |           | Total |        |
| Affiliation             | Républicain | Démocrate | Total | Vacant |
| Législature (2018–2020) | 23          | 6         | 29    | 0      |
|                         |             |           |       |        |
| Législature (2020-2022) | 23          | 6         | 29    | 0      |
| Pourcentage de sièges   | 79,3 %      | 20,7 %    |       |        |

## Liste des présidents
| Nom                | Parti | Parti       | Début           | Fin             |
| ------------------ | ----- | ----------- | --------------- | --------------- |
| John Valentine     |       | Républicain | 17 janvier 2005 | 7 novembre 2008 |
| Michael Waddoups   |       | Républicain | 7 novembre 2008 | 27 janvier 2013 |
| Wayne Niederhauser |       | Républicain | 28 janvier 2013 | 28 janvier 2019 |
| Stuart Adams       |       | Républicain | 28 janvier 2019 | en cours        |